# Бекман, Мануэл
Мануэл Бекман (порт. Manoel Beckman или Бекиман порт. Bequimão; 1630—1685) — бразильский плантатор и торговец, также известный как руководитель вооружённого восстания 1684—1685 годов против португальских колониальных властей в Сан-Луисе в капитанстве Мараньян на северо-востоке Бразилии (известного в литературе как «мятеж Бекмана»).

## Биография
Был сыном отца из Германии и матери из Португалии (оба еврейского происхождения). Мануэл был членом городского совета Сан-Луиса. Записи лиссабонской инквизиции указывают на расследование в отношении братьев Бекманов (Мануэла и Томаса), обвиняемых в исповедовании иудаизма, и утверждают, что Мануэла заключили в форт Санту-Антониу-ди-Гурупа на два года.
24 февраля 1684 года братья Бекманы во главе колонистов города подняли восстание против колониальных властей, причинами которого стали учреждение монополии португальской компании на торговлю (исключительные права на закупку сахара и завоз рабов) с Мараньяном в 1682 году, а также невыполнение обещаний о поставках невольников и кораблей. Жители Мараньяна арестовали представителей португальских властей и создали правящую хунту из представителей креолов-помещиков, духовенства и купечества, власть которой вскоре распространилась на все капитанство.
Восстание было подавлено в следующем году, когда в Сан-Луис 15 мая 1685 года прибыли португальские войска под командованием генерал-лейтенанта Гомеша Фрейре ди Андраде. За поимку Мануэла Бекмана как его руководителя была назначена награда, и он был выдан властям своим крестником Лазару ди Мелу.
Объявленные зачинщиками Мануэл Бекман и Жоржи ди Сампайю ди Карвалью были приговорены к смертной казни через повешение, остальные участники — к пожизненному заключению. Публичная казнь Бекмана и Сампайю произошла 2 (или 10) ноября 1685 года. Однако свою заявленную цель восставшие достигли — монополия португальской компании была ликвидирована.
В позднейшей литературе Бекман подчас считался провозвестником независимости задолго до Тирадентиса. На проспекте Бейра-Мар в Сан-Луисе ныне находится площадь Мануэла Бекмана (площадь 15 ноября) с «пирамидой Бекмана» — воздвигнутым в 1910 году обелиском в честь лидера восстания 1684 года. Монумент был возведен на основании постамента старого столба Сан-Луиса 1815 года, и, таким образом, являлся старейшим памятником города.